# Alfa Romeo 430
L'Alfa Romeo 430 était un camion de catégorie moyenne polyvalent fabriqué par le constructeur italien Alfa Romeo V.I. de 1942 à 1950. 
L'Alfa 430 répondait aux critères du décret du 14 juillet 1937 sur les camions unifiés. 
En 1937, le gouvernement italien décida d'homogénéiser la production des camions civils afin de les rendre facilement aptes à une utilisation militaire en cas de réquisition. C'est ainsi que naquirent les autocarri unificati, ou « camions unifiés », produits sur le même modèle tant pour un usage civil que militaire. Le décret n°1809 du 14 juillet 1937 définissait deux catégories : les camions lourds, dont le poids en charge ne devait pas dépasser 12 000 kg, dont 6 000 kg de charge utile, et les camions légers (considérés comme moyens à partir de 1940), avec un poids en charge de 6 500 kg et une charge utile de 3 000 kg.
Ce véhicule fut fabriqué pendant 9 ans et a été décliné en version civile et militaire. 

## Histoire
Lors de son lancement, l'Alfa Romeo 430 était un camion militaire unifié léger. Ce modèle a été utilisé par le Regio Esercito (armée Royale italienne) au cours de la Seconde Guerre mondiale sous le sigle « Alfa 430 RE ». Certains exemplaires ont été transformés en véhicules antiaériens comprenant une mitrailleuse IF Scotti de 20 mm. Dès la fin de la guerre, le modèle fut commercialisé également dans sa version civile. Les deux versions verront leur production arrêtée en 1950 avec l'apparition de l'Alfa Romeo 450.
L'Alfa Romeo 430 était équipé d'un moteur diesel 4 cylindres en ligne Alfa Romeo de 5816 cm3 de cylindrée, développant une puissance de 80 Ch à 2 000 tours par minute. Sa vitesse maximale était de 65 km/h.  
Comme tous les poids lourds immatriculés sur le territoire italien jusqu'en 1974, la conduite est à droite. 

## L'autobus Alfa 430A
Le châssis surbaissé 430A fut utilisé par de nombreux carrossiers industriels spécialisés dans la construction d'autobus, notamment Caproni, Barbi et Macchi.
Grâce à son empattent réduit, l'autobus Alfa 430A connut un certain succès commercial auprès des sociétés de transport suburbains desservant des zones avec une faible densité de population.